# SESN1
SESN1‏ (Sestrin 1) هوَ بروتين يُشَفر بواسطة جين SESN1 في الإنسان.